# Zamia fairchildiana
Zamia fairchildiana — вид голонасінних рослин класу Саговникоподібні (Cycadopsida).
Етимологія: названий на честь д-р Грема Фейрчайлда (Graham Fairchild), ентомолога в Центральній Америці, завзятого дослідника саговникоподібних.

## Опис
Стовбур деревовидий 0,5–1 м заввишки, 6–15 см діаметром. Листя 3–10, завдовжки 0.7–2(2.5) м; черешок завдовжки 0,3–0,5(0,8) м; хребет з колючками в нижній третині, з 10–30 парами листових фрагментів. Листові фрагменти довгасті, гострі на вершині, середні завдовжки 20–40 см, 2–4 см шириною. Пилкові шишки кремово-жовтого, циліндричні, 10–40 см завдовжки, 2–5 см діаметром. Насіннєві шишки від жовто-зелених до світло-коричневих, циліндричні 20–30 см завдовжки, 6–10 см діаметром. Насіння червоне, яйцювате, завдовжки 1–1,5 см.

## Поширення, екологія
Країни зростання: Коста-Рика (материк); Панама. Найбільші популяції ростуть на схилах різних типів ґрунтів, починаючи від скелястих до глинистих ґрунтів, і вони ростуть в первинних і вторинних тропічних лісах. Більшість рослин знаходяться на висоті 0—800 м, але деякі рослини зустрічаються до 1500 м над рівнем моря.

## Загрози та охорона
Росте на території національного парку Корковадо і в Національному парку Ла-Амістад.